# Ідрісса Камара
Ідрісса Камара (порт. Idrissa Camará, нар. 30 жовтня 1992, Бісау) — футболіст Гвінеї-Бісау, нападник клубу «Авелліно» і національної збірної Гвінеї-Бісау.

## Клубна кар'єра
У дорослому футболі дебютував 2010 року виступами за сенегальську команду «Етуаль Лузітана», яку заснував Жозе Моурінью.
Своєю грою за цю команду привернув увагу представників тренерського штабу клубу «Шавіш», до складу якого приєднався 2011 року. Відіграв за клуб з Шавіша наступний сезон своєї ігрової кар'єри.
2012 року уклав контракт з ,бельгійським «Візе», у складі якого провів наступні два роки своєї кар'єри гравця. Більшість часу, проведеного тут, був основним гравцем атакувальної ланки команди. У футболці клубу зіграв 52 матчі та відзначився 1 голом.
У листопаді 2014 року переїхав до клубу італійської Серії D «Корреджезе». У футболці клубу відзначився 8-ма голами в 41-му матчі, а з 1 липня 2016 року розпочав виступати в клубі з італійської Серії B «Авелліно». У домашньому матчі проти «Про Верчеллі» вперше в складі команди вийшов на футбольне поле, а в наступному домашньому матчі проти «Спеції» вперше вийшов на поле в стартовому складі. Відтоді встиг відіграти за команду з Авелліно 10 матчів в національному чемпіонаті.

## Виступи за збірну
16 листопада 2010 року дебютував у складі національної збірної Гвінеї-Бісау. в товариському матчі проти Кабо-Верде. Наразі провів у формі головної команди країни 5 матчів, забивши 1 гол.
У складі збірної був учасником Кубка африканських націй 2017 року у Габоні.

## Статистика виступів

### Статистика виступів за збірну
| Дата      | Місто      | Господарі        | Результат | Гості        | Турнір                                  | Голи | Примітки |
| --------- | ---------- | ---------------- | --------- | ------------ | --------------------------------------- | ---- | -------- |
| 23-3-2016 | Бісау      | Гвінея-Бісау     | 1 – 0     | Кенія        | Відбір до Кубка африканських націй 2017 | 1    | 37'      |
| 27-3-2016 | Найробі    | Кенія            | 0 – 1     | Гвінея-Бісау | Відбір до Кубка африканських націй 2017 | -    |          |
| 4-6-2016  | Бісау      | Гвінея-Бісау     | 3 – 2     | Замбія       | Відбір до Кубка африканських націй 2017 | -    | 59'      |
| 4-9-2016  | Браззавіль | Республіка Конго | 1 – 0     | Гвінея-Бісау | Відбір до Кубка африканських націй 2017 | -    |          |
| 18-1-2017 | Лібревіль  | Камерун          | 2 – 1     | Гвінея-Бісау | Кубок африканських націй 2017           | -    | 50'      |
| Усього    |            | Матчів           | 5         |              | Голів                                   | 1    |          |